# Фоли, Томас Стивен
Томас Стивен Фоли (англ. Tom Foley; 6 марта 1929 — 18 октября 2013) — американский юрист и политик. С 1989 по 1995 год спикер Палаты представителей США. С 1997 по 2001 год посол США в Японии.

## Биография
Родился в городе Спокан (Вашингтон). В 1946 году окончил иезуитскую подготовительную школу Гонзага в Спокане. Обучался в университете Гонзага в Спокане и в Вашингтонском университете в Сиэтле. В 1951 году получил степень бакалавра искусств. В 1957 году — степень в области юриспруденции.
Получив юридическое образование, Фоли начал частную практику. В 1958 году он начал работать помощником прокурора в округе Спокана. В 1958—1959 годах преподавал в юридической школе Университета Гонзага в Спокане. В 1960 году начал работать в офисе генерального прокурора штата Вашингтон.
В 1961 году Фоли переехал в Вашингтон (округ Колумбия) и вошёл в штат сенатского комитета по делам энергетики и природных ресурсов, где работал до 1964 года.
В 1964 году Фоли был выдвинут кандидатом от демократической партии в 5-м округе штата Вашингтон в Палату представителей США. Он убедительно победил действующего конгрессмена-республиканца Уолта Хорана. Впоследствии Фоли 14 раз переизбирался от того же округа вплоть до своего поражения в 1995 году.
В 1978 году Фоли был избран парламентским организатором партии большинства, а в 1987 году стал лидером партии большинства. В 1989 году Фоли был избран спикером Палаты представителей США. Он стал первым скипером из штата западнее Скалистых гор. Он стал также первым спикером Палаты представителей США со времён гражданской войны в США, который потерял свой пост в результате поражения на выборах.
В 1997 году президент Билл Клинтон назначил Фоли послом в Японию. На этом посту он находился до 2001 года. В 2001—2008 годах Фоли был североамериканским председателем Трёхсторонней комиссии. 9 июля 2003 года губернатор штата Вашингтон Гэри Локк наградил Томаса Фоли медалью «За заслуги», высшей наградой штата.
Фоли умер в своём доме в Вашингтоне 18 октября 2013 года после нескольких инсультов и пневмонии.

## Награды
- Почётный рыцарь-командор Ордена Британской империи (Великобритания).
- Орден «За заслуги перед Федеративной Республикой Германия» (ФРГ).[1]
- Орден Почётного легиона (Франция).[1]
- Орден Восходящего солнца 1-го класса (1995) (Япония).[1]